# Chlorprothixène
Le chlorprothixène (Truxal, Cloxan, Taractan) est un antipsychotique de première génération appartenant à la classe des thioxanthènes, et le premier à avoir été synthétisé. Il a été introduit en 1959 par Lundbeck.